# Lista de canções de My Little Pony: Equestria Girls

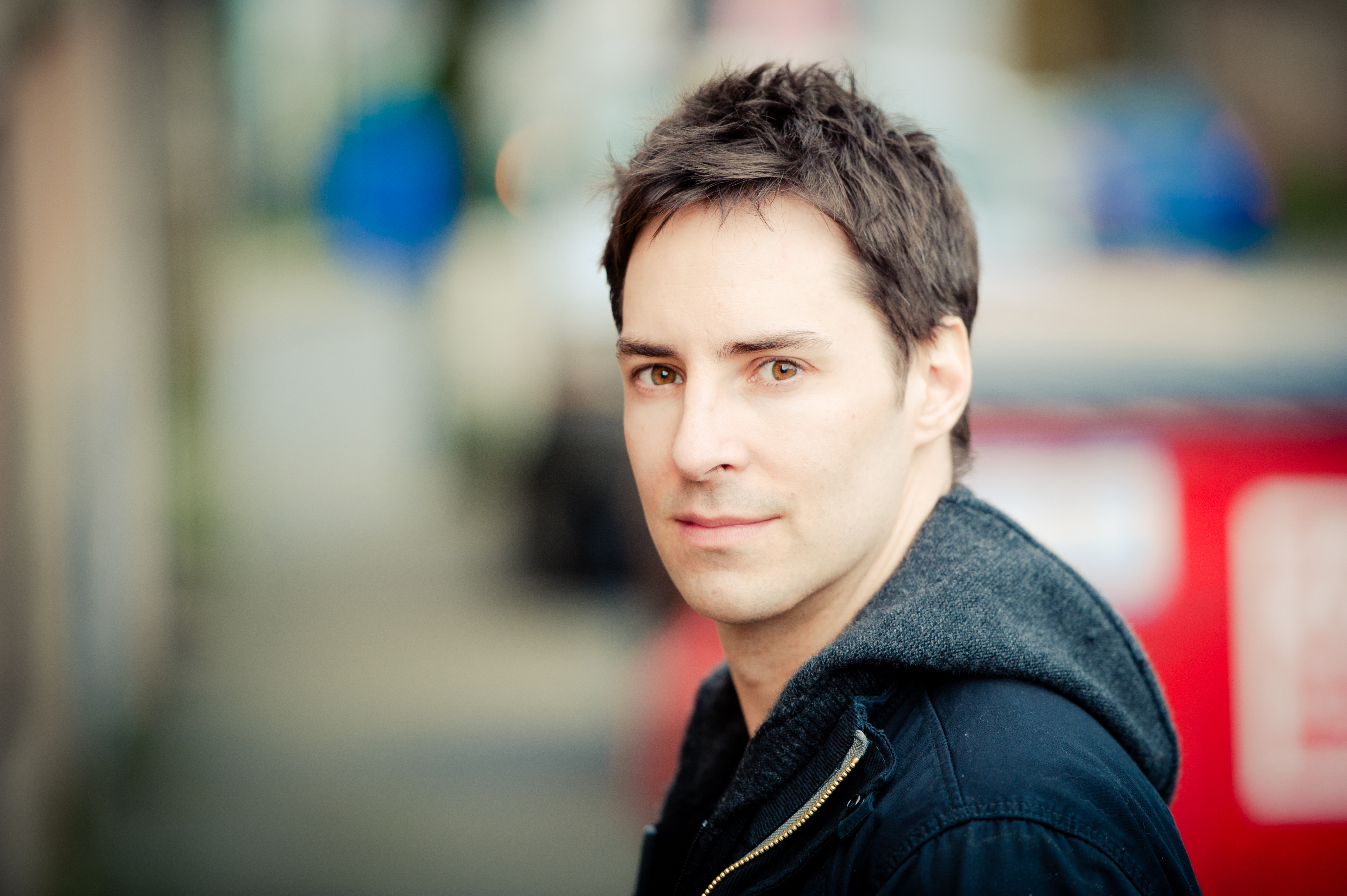
Quase todas as músicas apresentadas na mídia animada "Equestria Girls" foram compostas por Daniel Ingram (foto).

My Little Pony: Equestria Girls, ou simplesmente intitulado Equestria Girls, é uma franquia animada spin-off baseada na série My Little Pony: A Amizade É Mágica.
No geral, em 2019, a franquia spin-off apresentou mais de 50 músicas originais.

## Filmes

### Equestria Girls (2013)
| # | Título original                  | Título brasileiro                     | Duração | Compositor    | Cantor original                | Cantor brasileiro                                                        | Personagem                                                                         | Nota                            |
| - | -------------------------------- | ------------------------------------- | ------- | ------------- | ------------------------------ | ------------------------------------------------------------------------ | ---------------------------------------------------------------------------------- | ------------------------------- |
| 1 | Friendship Is Magic (Remix)      | A Amizade é Mágica (Remix)            | 1:29    | Daniel Ingram | Lauren Faust                   | Monica Toniolo/Ana Vieira                                                | Princess Twilight Sparkle                                                          | - Remix da canção de abertura   |
| 2 | This Strange World               | Este Mundo Novo                       | -       | Daniel Ingram | Daniel Ingram                  | Monica Toniolo e Elisa Villon/Ana Vieira, Carla Mendes, Sandra de Castro | Princess Twilight Sparkle                                                          | -                               |
| 3 | Equestria Girls (Cafeteria Song) | Equestria Girls (Canção da cafeteria) | 2:53    | Daniel Ingram | Daniel Ingram, Meghan McCarthy | Monica Toniolo e Elisa Villon/Ana Vieira, Carla Mendes, Sandra de Castro | Pinkie Pie, Rarity, Applejack, Fluttershy, Rainbow Dash, Princess Twilight Sparkle | -                               |
| 4 | Time to Come Together            | Vamos Arrumar Tudo                    | 2:08    | Daniel Ingram | Daniel Ingram, Meghan McCarthy | Monica Toniolo e Elisa Villon/Ana Vieira, Carla Mendes, Sandra de Castro | Princess Twilight Sparkle, Applejack, Rarity, Rainbow Dash, Fluttershy, Pinkie Pie | -                               |
| 5 | This Is Our Big Night            | Chegou a Grande Noite                 | 2:03    | Daniel Ingram | Daniel Ingram, Meghan McCarthy | Monica Toniolo e Elisa Villon/Ana Vieira, Carla Mendes, Sandra de Castro | Princess Twilight Sparkle, Applejack, Rainbow Dash, Pinkie Pie, Rarity, Fluttershy | -                               |
| 6 | A Friend for Life                | Amigo Pra Sempre                      | 2:26    | Daniel Ingram | Daniel Ingram                  | Jessica Santos                                                           | Monica Toniolo                                                                     | Canção de encerramento do filme |

### Equestria Girls - Rainbow Rocks (2014)
| #  | Título original        | Título brasileiro     | Duração | Compositor    | Cantor original                   | Cantor brasileiro | Personagem                                                     |                                                                                        | Nota                                                                              |
| -- | ---------------------- | --------------------- | ------- | ------------- | --------------------------------- | ----------------- | -------------------------------------------------------------- | -------------------------------------------------------------------------------------- | --------------------------------------------------------------------------------- |
| 1  | Rainbow Rocks          | Rainbow Rocks         | 1:40    | Daniel Ingram | Daniel Ingram                     | -                 | Rainbow Dash, Applejack, Pinkie Pie, Princess Twilight Sparkle | Rarity, Fluttershy                                                                     | Canção da abertura do filme                                                       |
| 2  | Better Than Ever       | Mais Unidas que Antes | 1:35    | Daniel Ingram | Daniel Ingram, Meghan McCarthy    | -                 | Rainbow Dash, Applejack, Pinkie Pie                            | Rarity, Fluttershy                                                                     | -                                                                                 |
| 3  | Battle of the Bands    | Batalha Musical       | 2:52    | Daniel Ingram | Daniel Ingram, Meghan McCarthy    | -                 | Adagio Dazzle                                                  | Sonata Dusk, Aria Blaze, Canterlot High                                                | -                                                                                 |
| 4  | Bad Counter Spell      | Contra-Feitiço Ruim   | -       | Daniel Ingram | Meghan McCarthy                   | -                 | Princess Twilight Sparkle                                      | -                                                                                      | -                                                                                 |
| 5  | Snips and Snails's Rap | -                     | -       | -             | Meghan McCarthy                   | -                 | Snips, Snails                                                  | -                                                                                      | -                                                                                 |
| 6  | Shake Your Tail        | Vem Dançar!           | 2:01    | Daniel Ingram | Amy Keating Rogers, Daniel Ingram | -                 | Princess Twilight Sparkle, Pinkie Pie, Rarity, Applejack       | Rainbow Dash, Fluttershy                                                               | Também realizado no curta Vem Dançar!                                             |
| 7  | Under Our Spell        | O Feitiço te Levou    | 1:51    | Daniel Ingram | Meghan McCarthy                   | -                 | Adagio Dazzle                                                  | Sonata Dusk, Aria Blaze                                                                | -                                                                                 |
| 8  | Tricks Up My Sleeve    | Tenho Cartas na Manga | 2:06    | Daniel Ingram | Daniel Ingram, Meghan McCarthy    | -                 | Trixie                                                         | Banda da Trixie                                                                        | -                                                                                 |
| 9  | Awesome As I Wanna Be  | Sou Demais Mesmo      | 1:16    | Daniel Ingram | Daniel Ingram, Meghan McCarthy    | -                 | Rainbow Dash                                                   | Princess Twilight Sparkle, Applejack, Pinkie Pie, Rarity, Fluttershy                   | -                                                                                 |
| 10 | Welcome to the Show    | Bem-Vindos ao Show    | 4:34    | Daniel Ingram | Daniel Ingram, Meghan McCarthy    | -                 | Adagio Dazzle                                                  | Sonata Dusk, Aria Blaze                                                                | - As faixas de áudio foram lançadas como uma única faixa e alternadas em sucessão |
| 11 | Rainbooms Battle       | Batalha das Rainbooms | 4:34    | Daniel Ingram | Daniel Ingram, Meghan McCarthy    | -                 | Princess Twilight Sparkle, Sunset Shimmer                      | Rainbow Dash, Applejack, Pinkie Pie, Rarity, Fluttershy, studenti della Canterlot High | - As faixas de áudio foram lançadas como uma única faixa e alternadas em sucessão |
| 12 | Shine Like Rainbows    | Como o Arco-Íris      | 2:35    | Daniel Ingram | Daniel Ingram                     | -                 | Applejack, Fluttershy, Rainbow Dash, Sunset Shimmer            | Twilight Sparkle, Pinkie Pie, Fluttershy                                               | Canção de encerramento do filme                                                   |

### Equestria Girls - Jogos da Amizade (2015)
| # | Título original            | Título brasileiro                   | Duração | Compositor    | Cantor original           | Cantor brasileiro                         | Personagem                                                        | Nota                            |
| - | -------------------------- | ----------------------------------- | ------- | ------------- | ------------------------- | ----------------------------------------- | ----------------------------------------------------------------- | ------------------------------- |
| 1 | Friendship Games           | Jogos da Amizade                    | 2:45    | Daniel Ingram | Daniel Ingram             | Rainbow Dash, Applejack, Twilight Sparkle | Pinkie Pie, Rarity, Fluttershy, Sunset Shimmer, Canterlot High    | Canção da abertura do filme     |
| 2 | CHS Rally Song             | Canção do Espírito de Canterlot     | 2:26    | Daniel Ingram | Josh Haber, Daniel Ingram | Rainbow Dash                              | Leader della band di ottoni, Canterlot High                       | -                               |
| 3 | What More Is Out There?    | Há Mais Lá Fora                     | 2:51    | Daniel Ingram | Josh Haber, Daniel Ingram | Twilight Sparkle                          | -                                                                 | -                               |
| 4 | ACADECA                    | ACADECA                             | 2:44    | Daniel Ingram | Josh Haber, Daniel Ingram | Twilight Sparkle, Sunset Shimmer          | Canterlot High, Accademia Crystal Prep                            | -                               |
| 5 | Unleash the Magic          | Liberte a Mágica                    | 3:09    | Daniel Ingram | Josh Haber, Daniel Ingram | Direttrice Cinch, Twilight Sparkle        | Accademia Crystal Prep, Vice-diretora Luna, Decana Cadence, Spike | -                               |
| 6 | Right There in Front of Me | Estava o Tempo Todo em Frente a Mim | 3:01    | Daniel Ingram | Daniel Ingram             | Twilight Sparkle, Sunset Shimmer          | Rainbow Dash, Applejack, Pinkie Pie, Rarity, Fluttershy           | Canção de encerramento do filme |

### Equestria Girls - A Lenda de Everfree (2016)
| # | Título original             | Título brasileiro           | Duração | Compositor    | Cantor original                              | Cantor brasileiro                                                                         | Personagem                                                                                | Nota                            |
| - | --------------------------- | --------------------------- | ------- | ------------- | -------------------------------------------- | ----------------------------------------------------------------------------------------- | ----------------------------------------------------------------------------------------- | ------------------------------- |
| 1 | The Legend of Everfree      | A Lenda de Everfree         | 2:13    | Daniel Ingram | Kristine Songco, Joanna Lewis, Daniel Ingram | Twilight Sparkle, Sunset Shimmer, Rainbow Dash, Applejack, Pinkie Pie, Rarity, Fluttershy | Twilight Sparkle, Sunset Shimmer, Rainbow Dash, Applejack, Pinkie Pie, Rarity, Fluttershy | Canção da abertura do filme     |
| 2 | The Midnight in Me          | A Escuridão em Mim          | 1:32    | Daniel Ingram | Kristine Songco, Joanna Lewis, Daniel Ingram | Twilight Sparkle                                                                          | -                                                                                         | -                               |
| 3 | Embrace the Magic           | Aceite a Magia              | 2:30    | Daniel Ingram | Kristine Songco, Joanna Lewis                | Sunset Shimmer                                                                            | -                                                                                         | -                               |
| 4 | We Will Stand for Everfree  | Lutar por Everfree          | 2:03    | Daniel Ingram | Kristine Songco, Joanna Lewis                | Gloriosa Daisy                                                                            | -                                                                                         | -                               |
| 5 | Legend You Were Meant To Be | A Lenda que Nasceu Para Ser | 2:32    | Daniel Ingram | Kristine Songco, Joanna Lewis, Daniel Ingram | Twilight Sparkle, Sunset Shimmer, Fluttershy, Rainbow Dash, Applejack, Rarity             | Pinkie Pie                                                                                | -                               |
| 6 | Hope Shines Eternal         | Brilha a Esperança          | 2:35    | Daniel Ingram | Daniel Ingram                                | Sunset Shimmer, Rarity, Applejack, Rainbow Dash, Twilight Sparkle, Fluttershy, Pinkie Pie | -                                                                                         | Canção de encerramento do filme |

## Especiais
| # | Título original   | Título brasileiro        | Duração | Compositor                                      | Cantor original                                 | Cantor brasileiro | Personagem                                                                                | Cantante                                                                  | Nota                                                                            |
| - | ----------------- | ------------------------ | ------- | ----------------------------------------------- | ----------------------------------------------- | ----------------- | ----------------------------------------------------------------------------------------- | ------------------------------------------------------------------------- | ------------------------------------------------------------------------------- |
| 1 | Dance Magic       | Magia da Dança           | -       | Daniel Ingram                                   | G.M. Berrow, Daniel Ingram                      | -                 | Sunset Shimmer, Twilight Sparkle, Pinkie Pie                                              | Rainbow Dash, Applejack, Rarity, Fluttershy                               | Vídeoclipe realizado no episódio My Little Pony Equestria Girls: Magia da Dança |
| 2 | We've come so far | Nós Chegamos Longe       | 1:50    | Daniel Ingram, Trevor Hoffmann                  | Nick Confalone                                  | -                 | Sunset Shimmer                                                                            | Twilight Sparkle, Rainbow Dash, Applejack, Rarity, Pinkie Pie, Fluttershy | Realizado no episódio Amizade Esquecida                                         |
| 3 | Invisible         | Invisível                | 1:23    | John Jennings Boyd, Lisette Bustamante          | Nick Confalone                                  | -                 | Wallflower Blus                                                                           | -                                                                         | Realizado no episódio Amizade Esquecida                                         |
| 4 | Photo Booth       | Cabine de Fotos          | 2:00    | John Jennings Boyd, Lisette Bustamante          | Nick Confalone, John Jennings Boyd              | -                 | Rarity, Applejack                                                                         | Sunset Shimmer, Twilight Sparkle, Rainbow Dash, Fluttershy, Pinkie Pie    | Realizado no episódio Montanha Russa da Amizade                                 |
| 5 | All Good          | Tudo de Bom              | 0:53    | Jessica Vaughn, Jess Furman, Ethan Roberts      | Jessica Vaughn, Jess Furman, Ethan Roberts      | -                 | Rarity, Applejack, Sunset Shimmer, Twilight Sparkle, Rainbow Dash, Fluttershy, Pinkie Pie | -                                                                         | Realizado no episódio Pânico nas Férias                                         |
| 6 | True Original     | Verdadeiramente Original | 1:49    | Jessica Charlotte Vaughn, Jess Furman e her0ism | Jessica Charlotte Vaughn, Jess Furman e her0ism | -                 | Kiwi Lollipop, Supernova Zap, Sunset Shimmer e Pinkie Pie                                 | -                                                                         | Realizado no episódio Festival de Música das Estrelas                           |

## Curtas
| #  | Título original             | Título brasileiro               | Duração | Compositor    | Cantor original                   | Cantor brasileiro                                                                  | Personagem                                                  | Nota                                                                                              |
| -- | --------------------------- | ------------------------------- | ------- | ------------- | --------------------------------- | ---------------------------------------------------------------------------------- | ----------------------------------------------------------- | ------------------------------------------------------------------------------------------------- |
| 1  | Perfect Day for Fun         | Dia Perfeito para a Diversão    | -       | Daniel Ingram | Amy Keating Rogers, Daniel Ingram | -                                                                                  | -                                                           | Realizado no curta My Little Pony: Equestria Girls - Rainbow Rocks - Dia Perfeito para a Diversão |
| 2  | Friendship Through the Ages | Amizade Através das Idades      | 2:09    | Daniel Ingram | Daniel Ingram                     | Princess Twilight Sparkle, Fluttershy, Rarity, Rainbow Dash, Applejack, Pinkie Pie | Sunset Shimmer                                              | Realizado no curta My Little Pony: Equestria Girls - Rainbow Rocks - Amizade Através das Idades   |
| 3  | My Past Is Not Today        | Meu Passado Não é Hoje          | 2:18    | Daniel Ingram | Daniel Ingram                     | Sunset Shimmer                                                                     | -                                                           | Realizado no curta My Little Pony: Equestria Girls - Rainbow Rocks - Meu Passado Não é Hoje       |
| 4  | Life Is a Runway            | A Vida é uma Passarela          | 1:58    | Daniel Ingram | Daniel Ingram                     | Rarity                                                                             | -                                                           | Realizado no curta My Little Pony: Equestria Girls - Rainbow Rocks - A Vida é uma Passarela       |
| 5  | Mad Twience                 | A Ciência é Assim               | -       | John Boyd     | John Boyd                         | Twilight Sparkle                                                                   | -                                                           | Vídeoclipe                                                                                        |
| 6  | Monday Blues                | A Segunda é Ruim Demais         | -       | John Boyd     | John Boyd                         | Sunset Shimmer, Twilight Sparkle                                                   | -                                                           | Vídeoclipe                                                                                        |
| 7  | Shake Things Up!            | Vai Mexendo!                    | -       | Mason Rather  | Mason Rather                      | Applejack                                                                          | -                                                           | Vídeoclipe                                                                                        |
| 8  | Get the Show on the Road    | Vamos Colocar o Show na Estrada | -       | Bill Sherman  | Chris Jackson                     | Sunset Shimmer, Rainbow Dash                                                       | Twilight Sparkle, Fluttershy, Applejack, Rarity, Pinkie Pie | Vídeoclipe                                                                                        |
| 9  | Coinky-Dink World           | -                               | -       | Mason Rather  | Mason Rather                      | Pinkie Pie                                                                         | -                                                           | Vídeoclipe                                                                                        |
| 10 | Good Vibes                  | -                               | -       | Daniel Ingram | Daniel Ingram                     | Applejack, Rarity, Fluttershy, Twilight Sparkle                                    | Pinkie Pie, Rainbow Dash, Sunset Shimmer                    | Vídeoclipe                                                                                        |

## Webséries
| # | Título original         | Título brasileiro           | Duração | Compositor                             | Cantor original                        | Cantor brasileiro | Personagem                                                                                | Nota                                                    |
| - | ----------------------- | --------------------------- | ------- | -------------------------------------- | -------------------------------------- | ----------------- | ----------------------------------------------------------------------------------------- | ------------------------------------------------------- |
| 1 | Equestria Girls Forever | Equestria Girls Para Sempre | -       | Daniel Ingram                          | -                                      | -                 | -                                                                                         | Canção inicial das série homônima publicada no Youtube  |
| 2 | Rise Up!                | Pode Chega!                 | -       | Daniel Ingram                          | Gillian M, Borrow, Daniel Ingram       | -                 | Twilight Sparkle, Fluttershy, Rarity, Rainbow Dash, Applejack, Pinkie Pie, Sunset Shimmer | Realizado no episódio Contagem Regressiva               |
| 3 | Room to Grow            | Isso é Natural              | -       | Daniel Ingram                          | Daniel Ingram                          | -                 | Twilight Sparkle, Flores de estufa                                                        | Realizado no episódio Minha Pequena Estufa de Horrores  |
| 4 | Five to Nine            | Das Cinco às Nove           | -       | Mason Rather                           | Gillian Berrow                         | -                 | Applejack                                                                                 | Realizado no episódio/vídeoclipe Das Cinco às Nove      |
| 5 | So Much More to Me      | Sou Mais de Que se Vé       | -       | Mason Rather                           | Kate Leth                              | -                 | Fluttershy                                                                                | Realizado no episódio/vídeo clipe Sou Mais de Que se Vé |
| 6 | The Other Side          | O Outro Lado                | -       | John Jennings Boyd, Lisette Bustamante | John Jennings Boyd, Lisette Bustamante | -                 | Rarity                                                                                    | Realizado no episódio/vídeo clipe O Outro Lado          |